# Saint-Pierre-du-Chemin

Saint-Pierre-du-Chemin este o comună în departamentul Vendée, Franța. În 2009 avea o populație de 1,358 de locuitori.